# Том, Франсуаза
Франсуаза Том (фр. Françoise Thom, род. 1951 г., во Франции) — французский историк, профессор истории Сорбонского университета (Париж). Специалист по истории XX века, истории коммунизма и СССР.

## Биография
Дочь Рене Тома и Сюзанны Хельмлингер (Helmlinger)
В 1973-м окончила филологический факультет Сорбонны.
В 1973-1978 годах изучала русский язык в Москве.
В 1984 году защитила диссертацию на тему «Коммунистический новояз», которую напечатали в ряде стран отдельной монографией.
Автор книг и статей о горбачевской перестройке и посткоммунистической России.
С 1991 года преподает курс современной истории в Сорбоннском университете.

## Награды
- Кавалер ордена «За заслуги перед Литвой» (4 июля 2024 года, Литва)[4]
- Медаль Памяти 13 января (9 января 1992 года, Литва)[5].
- Памятный знак за личный вклад в развитие трансатлантических отношений Литвы и по случаю приглашения Литовской Республики в НАТО (12 февраля 2003 года, Литва)[6].

## Произведения
- «Конец коммунизма». Пер. с фр. Т. Марусик // Издательский дом «Казаки», Киев, 1999. — 197 с. — ISBN 966-514-030-9. — ISBN 966-514-031-0